# جهاز تنقية ثاني أكسيد الكربون
ويستخدم كذالك في عوادم السيارات لتقليل نسبة الكربون الصادرة عن المحرك
جهاز تنقية ثاني أكسيد الكربون هو قطعة من المعدات التي تمتص ثاني أكسيد الكربون (CO2). يستخدم هذا الجهاز لعلاج غازات العادم من المصانع أو من هواء الزفير في نظم دعم الحياة مثل المركبات الفضائية.